# 2スーツ

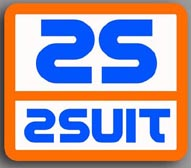
宇宙服としての機能性を表示する2スーツのロゴ・エンブレム

2スーツ （英語表記は2suit、2-Suit、twosuitなど)は、無重力状態でも容易に性交ができるようにデザインされた衣服のこと。パラボリックフライト（放物線飛行）による微小重力環境下では試験済みである。

## 歴史
2スーツは、2006年にアメリカの小説家、女優のヴァナ・ボンタによって発明された。彼女はそれに先駆け2004年に米国宇宙協会の協力のもとパラボリックフライトによる微小重力下での実験を行っていた。その後、ボンタは宇宙フロンティア財団のNewSpaceに関するカンファレンスで、パネリストとして2006年に2スーツのデザインを発表している。
2008年、2スーツの第1号が完成し、ヒストリーチャンネルのドキュメンタリーシリーズ「ザ・ユニバース」でも取り上げられ、番組内で実験が行われた。このエピソードは2008年12月3日に初回が放送されている。
番組のなかで2スーツは「宇宙へ移住する人類にとっての小さな一歩」と紹介された。番組によれば、この服は微小重力下でも安定して身体同士を密着した状態におけ、人類が宇宙でも仲睦まじく過ごし繁殖活動を行うというニーズを満たすため、様々な使い方ができる衣服である。

## デザイン

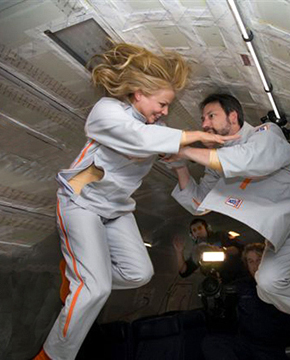
2008年9月13日にパラボリックフライトによる微小重力下で2スーツを試験するバナ・ボンタ（左）

2スーツは飛行服に分類でき、大型のフロントフラップがついていることで、フラップを外して、別の2スーツとベルクロテープで連結することができる。
また2スーツは服を着たまま、服のなかの収容量も調整できる。服の内部には、2スーツを着ている人同士の体を何か所でも固定・調整するためのハーネスがついている。場合によってはハーネスで固定したまま、素早くスーツを脱ぐ機能もそなわっている。

## 機能と目的
2スーツの機能性は、無重力または微小重力下でも2人あるいはそれ以上の人数でのを深いスキンシップを可能にし、それぞれの身体を前後または左右に並べてタスクをこなすことで、親密性を保つということに向けられている。

## トリヴィア
- アメリカのWebサイトCracked.com（英語版）は2スーツを「世界をすばらしくする7種類の実在する服」の1つに挙げている。

- 2スーツは旅行・アウトドア関係のメディアに「400マイル・ハイ・クラブ」のようなテーマの記事が載るときに取り上げられている。

- Binary Bitsのバレンタインデーにリリースされたアルバム「The 2Suit」[3]や、アイルランドのバンドFred and BobによるEP「Anti-Gravity Love 」のなかの「Sexit」など、2スーツをフィーチャーしている曲も発表されている。